# Serratella mesoleuca
Espèce
Serratella mesoleuca est une espèce d'insectes appartenant à l'ordre des éphéméroptères, plus précisément à la famille des Ephemerellidae et au genre Serratella.